# Nathaniel Lyon
Nathaniel Lyon (14 de julho de 1818 - 10 de agosto de 1861) foi o primeiro general do Exército da União a morrer no decurso da Guerra Civil Americana. É célebre pelas suas ações no estado do Missouri no início do conflito, e é uma figura controversa na história americana: alguns apoiam a sua rápida ação e linha dura para travar o secessionismo no Missouri, outros criticam as ações contra a população civil, como o Incidente de Camp Jackson, que polarizou os sentimentos dos cidadãos do Missouri sobre a questão da secessão.

## Trajetória

### Primeiros anos e carreira
Lyon nasceu numa propriedade rural em Ashford (Connecticut), filho de Amasa e Kezia Knowlton Lyon, mas já desde novo odiava a vida no campo. Os seus familiares lutaram na Guerra da Independência dos Estados Unidos, e ele tinha a determinação de seguir as suas pegadas. Em 1837 entrou na Academia Militar de West Point e graduou-se em 1841.
Atribuído ao 2.º Regimento de Infantaria, serviu nele nas Guerras dos Seminoles e na Guerra Mexicano-Americana. Apesar de estar contra a participação dos Estados Unidos neste último conflito, foi promovido a primeiro tenente pelo seu "notável valor na captura de artilharia ao inimigo" na batalha da Cidade de México e surgiu como capitão nas batalhas de Contreras e Churubusco. Enviado para a zona de fronteira, aí participou no massacre dos índios pomos em Clear Lake (Califórnia) em 1850 no chamado "Bloody Island Massacre Depois de ser enviado para Fort Riley, Kansas, Lyon tornou-se um acérrimo abolicionista e republicano (com laços com proeminentes republicanos radicais), enquanto servia nos conflitos fronteiriços entre Kansas e Missouri, o "Bleeding Kansas." Em janeiro de 1861 escreveu sobre a crise secessionista, "Já não é útil apelar à razão, apenas à espada".

### Arsenal de Saint Louis

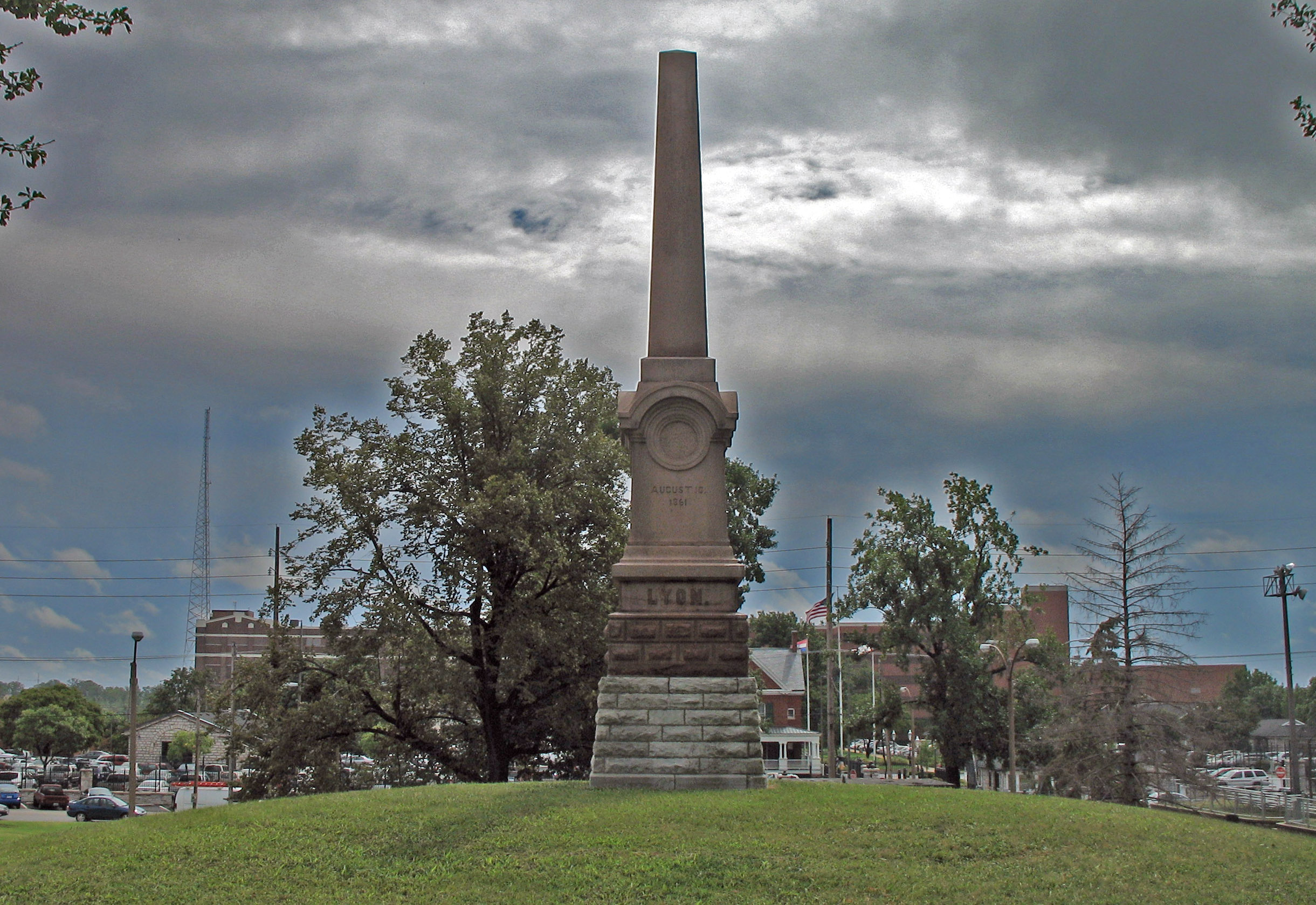
Monumento a Lyon em Saint Louis

Em março de 1861 Lyon chegou a Saint Louis à frente da companhia D do 2.º Regimento de Infantaria dos Estados Unidos. Nesse tempo a população do estado do Missouri era relativamente neutra na disputa entre Norte e Sul, mas o governador Claiborne Fox Jackson era um destacado simpatizante da causa do Sul, bem como muitos dos legisladores estatais. Lyon estava preocupado com a possibilidade que Jackson tentasse tomar o arsenal federal de Saint Louis no caso de o estado entrar em secessão, já que as forças defensivas da União eram insuficientes para evitar a captura. Tentou fortalecer as defesas, mas contou com a oposição dos seus superiores, entre eles o general-de-brigada William S. Harney no comando das tropas a oeste do Mississippi. Lyon utilizou a sua amizade com Francis Preston Blair, Jr., para conseguir a nomeação de comandante do arsenal para si. Quando estalou a Guerra Civil e o presidente Abraham Lincoln pediu tropas para derrotar os Estados Confederados da América, o Missouri recebeu o encargo de fornecer quatro regimentos, e o governador Jackson rejeitou a petição e ordenou à Guarda Estatal do Missouri que se reunisse fora de Saint Louis com a finalidade de treinar a autodefesa.
Lyon estava profundamente implicado na milícia paramilitar do Partido Republicano, os Wide Awakes, de Saint Louis, a quem armara e que pretendia utilizar para defender o arsenal, tendo já enviado secretamente uma parte do armamento para o Illinois. Lyon estava em dia com uma operação clandestina da Confederação que transferiu a artilharia capturada no arsenal militar de Baton Rouge para o acampamento da Guarda Estatal do Missouri em Saint Louis. Em 10 de maio dirigiu os regimentos de voluntários do Missouri e o 2.º de Infantaria contra o acampamento, forçando a sua rendição. Enquanto Lyon marchava com os seus prisioneiros por Saint Louis para o arsenal, ocorreram revoltas na cidade. A situação provocou o Incidente de Camp Jackson ao dispararem as tropas de Lyon contra uma multidão de civis, ferindo pelo menos 75 e matando 28 pessoas. Morreram também dois soldados federais e três milicianos, e outros ficaram feridos. Desconhece-se quem disparou primeiro, e algumas testemunhas afirmaram que fora um manifestante bêbedo, e outros afirmaram que se disparou sem provocação. Lyon foi promovido a general-de-brigada com o comando sobre as tropas da União no Missouri. Assumiu o mando do Exército do Oeste em 2 de julho.

### Perseguição de Jackson
Em junho, depois de se reunir pessoalmente com Jackson em Saint Louis numa tentativa vã de renovar o acordo de Harney, Lyon declarou guerra a Jackson e a Guarda Estatal do Missouri. O governador fugiu primeiro para o capitólio de Jefferson City, e depois retirou-se com o governo estatal para Boonville. Lyon Subiu o rio Missouri e capturou Jefferson City em 13 de junho. Continuou a perseguição e em 17 de junho derrotou uma parte da Guarda Estatal do Missouri na Batalha de Boonville. O governador, o seu governo e a Guarda Estatal retiraram-se para sudoeste. Lyon instalou um governo estatal pró-unionista no seu lugar e destituiu o fiscal geral de Missouri, James Proctor Knott, um unionista que não contava com a simpatia dos mais radicais. Lyon reforçou o seu exército antes de marchar também para sudoeste.

### Batalha de Wilson's Creek

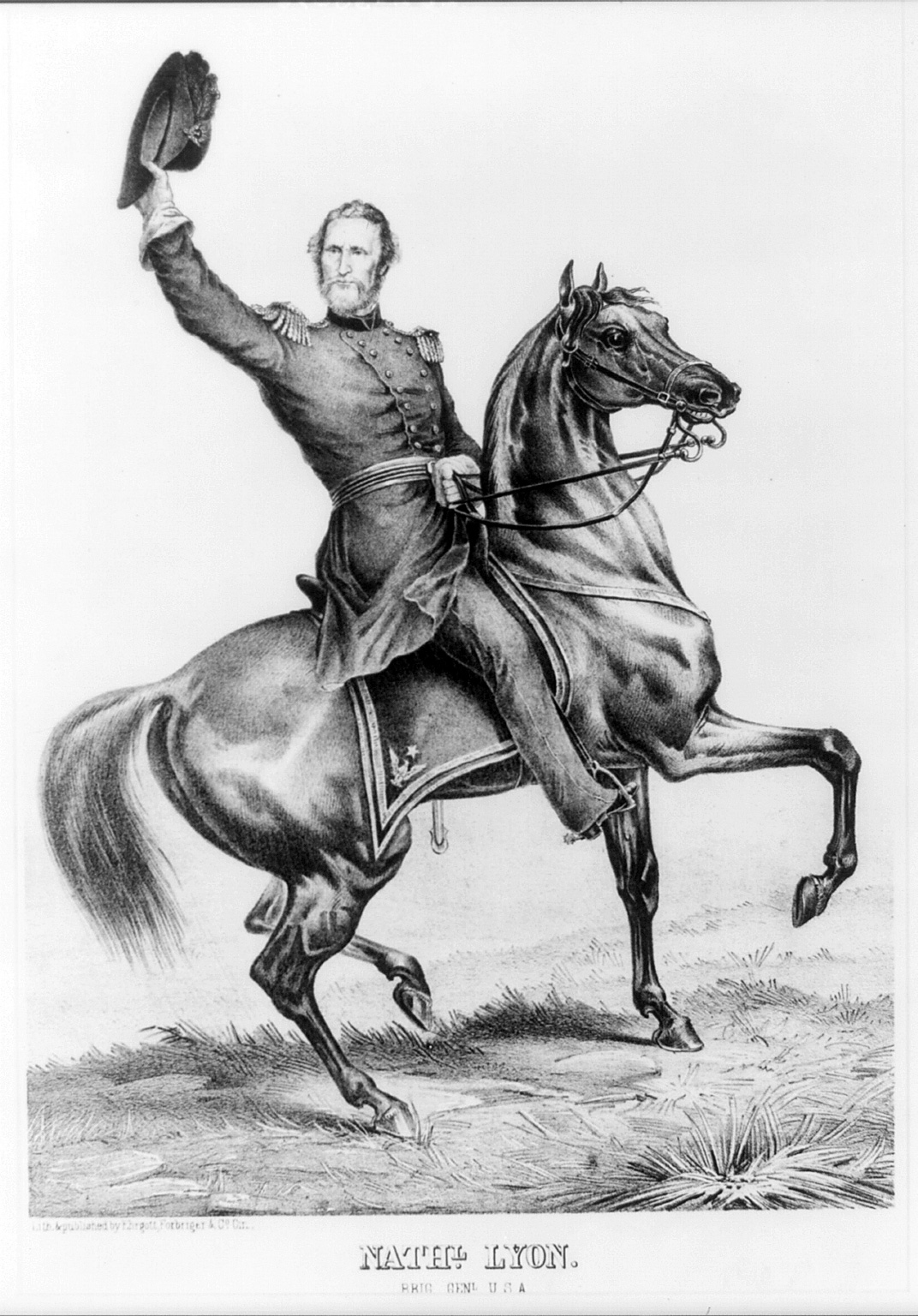
Lyon a cavalo

Em 13 de julho Lyon acampou em Springfield (Missouri), com cerca de 6000 soldados da União. A Guarda Estatal do Missouri estava aproximadamente 120 km a sudoeste de Lyon e sob comando de Price, juntando-se às tropas de Benjamin McCulloch em finais de julho, somando estas forças confederadas uns 12 000 homens, e planeando atacar Springfield, começaram a marcha para nordeste em 31 de julho. Os exércitos encontraram-se no alvorecer a poucos quilómetros a sul de Springfield, em 10 de agosto na Batalha de Wilson Creek. Lyon, que já fora ferido duas vezes na guerra, foi atingido com disparos na cabeça, perna, e peito e morreu enquanto  dramaticamente reagrupava os seus homens, ultrapassados em número pelos confederados. Apesar da derrota do Exército da União em Wilson Creek a rápida intervenção de Lyon neutralizou o êxito das forças pró-sulistas no Missouri, permitindo às forças da União assegurar o estado.

### Destino dos restos de Lyon
Na confusão da retirada unionista de Wilson Creek, o corpo de Lyon ficou no campo de batalha e foi descoberto pelas tropas confederadas. Enterrou-se provisoriamente na propriedade de um soldado da União, perto de Springfield, até que se pudesse entregar à família de Lyon. Finalmente os restos foram enterrados num terreno da família em Eastford (Connecticut), onde uma multidão estimada em 15 000 pessoas assistiu ao funeral. Ergueu-se um cenotáfio em memória de Lyon no Cemitério Nacional de Springfield.

### Legado
Em 24 de dezembro de 1861 o Congresso dos Estados Unidos aprovou uma resolução agradecendo-lhe os seus serviços eminentes e patrióticos. Levam o seu nome o condado de Lyon (Iowa), o condado de Lyon (Kansas), o condado de Lyon (Minnesota), o condado de Lyon (Nevada), também dois fortes levaram o seu nome durante a Guerra Civil Americana: Fort Lyon no Colorado e Fort Lyon na Virgínia.